# 猎天使魔女系列
猎天使魔女（官方译为）是由白金工作室开发，世嘉持有的动作游戏系列。现在系列共有四部作品：《猎天使魔女》、《猎天使魔女2》、《猎天使魔女3》和外傳《蓓優妮塔 起源︰瑟蕾莎與迷失的惡魔》。一代由世嘉负责发行之Xbox 360和PlayStation 3版本，任天堂负责发行Wii U版本，之後由世嘉推出Windows、PlayStation 4和Xbox One移植版本。续作《猎天使魔女2》是由任天堂在Wii U平台负责发售，并在其中附赠一代，之後推出任天堂Switch移植版本。续作《猎天使魔女3》繼續由任天堂在任天堂Switch平台负责发售。此外，系列主角贝优妮塔还在《任天堂明星大亂鬥3DS/Wii U》中作为追加下载角色登场，而在《任天堂明星大亂鬥 特別版》作為隱藏角色登場。